# Neimar de Barros

Neimar Machado de Barros (Corumbá, 8 de março de 1943 — São Paulo, 6 de maio de 2012). Escritor, diretor e produtor de televisão da equipe do Programa Silvio Santos. Até o início da década de 1970, criou e produziu vários programas de grande audiência, como Cidade contra Cidade, Boa Noite Cinderela, entre outros. Em 1971, foi convidado a participar de um encontro na Igreja Católica,  chamado de "cursilho". Como ateu, ele aceitou o convite dizendo que só acreditava no que podia ver. No terceiro e último dia, depois de ter incomodado o encontro, foi desafiado a ir pra capela e algo o fez ajoelhar-se, uma grande emoção o tomou e ali naquela hora aconteceu o início de sua conversão.

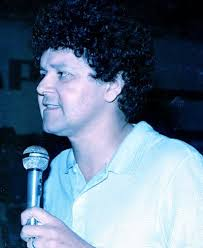
Neimar de Barros em uma palestra

Quando voltou ao seu trabalho na TV, sentiu que como cristão não podia aceitar muitas coisas que aconteciam. Entrou em conflito com Silvio Santos e acabou se desligando do grupo. Foi quando se tornou famoso também como escritor de livros religiosos, onde podemos citar o best-seller "Deus Negro", que vendeu mais de 4 milhões de exemplares. Em 1975, contraiu uma tuberculose e foi aconselhado a se tratar em Campos do Jordão, onde posteriormente resolveu residir por 11 anos. Lá fundou o Instituto M.E.A.C., Missionários para Evangelização e Animação de Comunidades, sendo o principal pregador, e durante 14 anos desenvolveu um trabalho missionário dando cursos e palestras em mais de 4 mil cidades. Suas palestras lotavam ginásios de esportes, auditórios, igrejas e teatros. Seu trabalho teve tanto destaque que esteve na capa da Revista Família Cristã, a maior publicação católica do Brasil, editada pela Editora Paulinas. Visitou o Vaticano, publicou mais de 10 livros, tendo traduções para espanhol e italiano. Como leigo conseguiu quebrar vários paradigmas, sendo uma forte referência dentro da Igreja Católica. Depois disso, teve várias desilusões, sendo muitas dentro da própria Igreja Católica, indo contra os seus dogmas, muitos que ele não aceitava e gostaria de mudar. Contudo, trabalhava e viajava muito, e uma profunda crise entrou em sua vida, associando ao estresse do trabalho e sua separação no casamento, o que potencializou ainda mais o seu estado emocional e o despertar de uma doença neurológica descoberta 18 anos mais tarde, o Mal de Alzheimer.
Em 1986, Neimar concedeu uma entrevista bombástica à revista Veja, revelando que sua conversão teria sido uma farsa. Ele contou ter sido contratado por uma loja maçônica internacional,  para se infiltrar na Igreja Católica e repassar informações sobre a conduta de religiosos. Entretanto, afirmou que, depois, teve sua verdadeira conversão, mas teve de manter o compromisso com a loja maçônica por medo de represálias. Depois disso, Neimar escreveu dois livros autobiográficos, mas sem muita repercussão.  Há relatos de que teria aderido a uma denominação protestante, mas sem fontes seguras que o comprovem. 
Oculto por alguns anos, reapareceu na equipe de Silvio Santos, trabalhando novamente como produtor até 2006. Neimar faleceu no dia 06/05/2012.